# Aeroportul Gasmata
Aeroportul Gasmata (IATA: GMI, ICAO: AYGT) este un aeroport din Gasmata⁠(d), Papua Noua Guinee.
Situat la o altitudine de 3 m, aeroportul dispune de o singură pistă.